# Вайракіт
Вайракіт — мінерал, водний алюмосилікат кальцію групи цеоліту.

## Загальний опис
Хімічна формула: Ca8[Al16Si32O96]х16H2O. Містить (%): CaO — 11,7; Al2О3 — 23,0; SiO2 — 55,9; H2O — 8,5. Сингонія моноклінна. Твердість 5-5,5. Густина 2,26. Блиск скляний. Безбарвний до білого. Прозорий до напівпрозорого. Зустрічається в туфопісковиках і брекчіях. Асоціює з гідротермальними еманаціями у родов. Вайракіт (Нова Зеландія); є в слабкометаморфізованих туфах і туфобрекчіях в Японії. Рідкісний.